# Loch an Tiumpan
Loch an Tiumpan, schottisch-gälisch: Loch an t-Siùmpain, ist ein Süßwassersee auf der schottischen Hebrideninsel Lewis and Harris in der Council Area Äußere Hebriden beziehungsweise in der traditionellen Grafschaft Ross-shire.

## Beschreibung
Der See liegt auf Lewis, dem Nordteil der Doppelinsel, nahe dem Kap Tiumpan Head, dem östlichen Abschluss der Halbinsel Point. Entlang des Südufers ziehen sich Teile der Ortschaft Portvoller. Die Ortschaften Portnaguran und Broker liegen 700 Meter nordwestlich beziehungsweise einen Kilometer südwestlich. Loch an Tiumpan ist über eine entlang des Südufers verlaufenden Nebenstraße der von Stornoway nach Broker führenden A866 erschlossen. Der Loch an Tiumpan liegt auf einer Höhe von 19 Metern über dem Meeresspiegel.
Der kleine Loch an Tiumpan weist eine maximale Länge von 0,47 Kilometern bei einer maximalen Breite von 0,27 Kilometern auf, woraus sich eine Seefläche von neun Hektar und ein Umfang von einem Kilometer ergeben. Die mittlere Tiefe des Loch an Tiumpan beträgt 4,7 Meter, woraus ein Volumen von 422.532 Kubikmetern resultiert. Sein Einzugsgebiet umfasst 19 Hektar und besteht zu etwa 52 % aus Gras- und Ackerflächen, während Grundwasser 45 % des Zuflusses ausmacht. Das Einzugsgebiet erstreckt sich im Wesentlichen nach Norden. Der See verfügt über keine benannten Zuflüsse. Vom Südostufer fließt ein kurzer, unbenannter Bach ab, der 250 Meter südlich in den Minch entwässert. Der 1,3 Kilometer südwestlich gelegene Loch an Duin entwässert hingegen zur Nordküste Points.